# Klaus Wehling

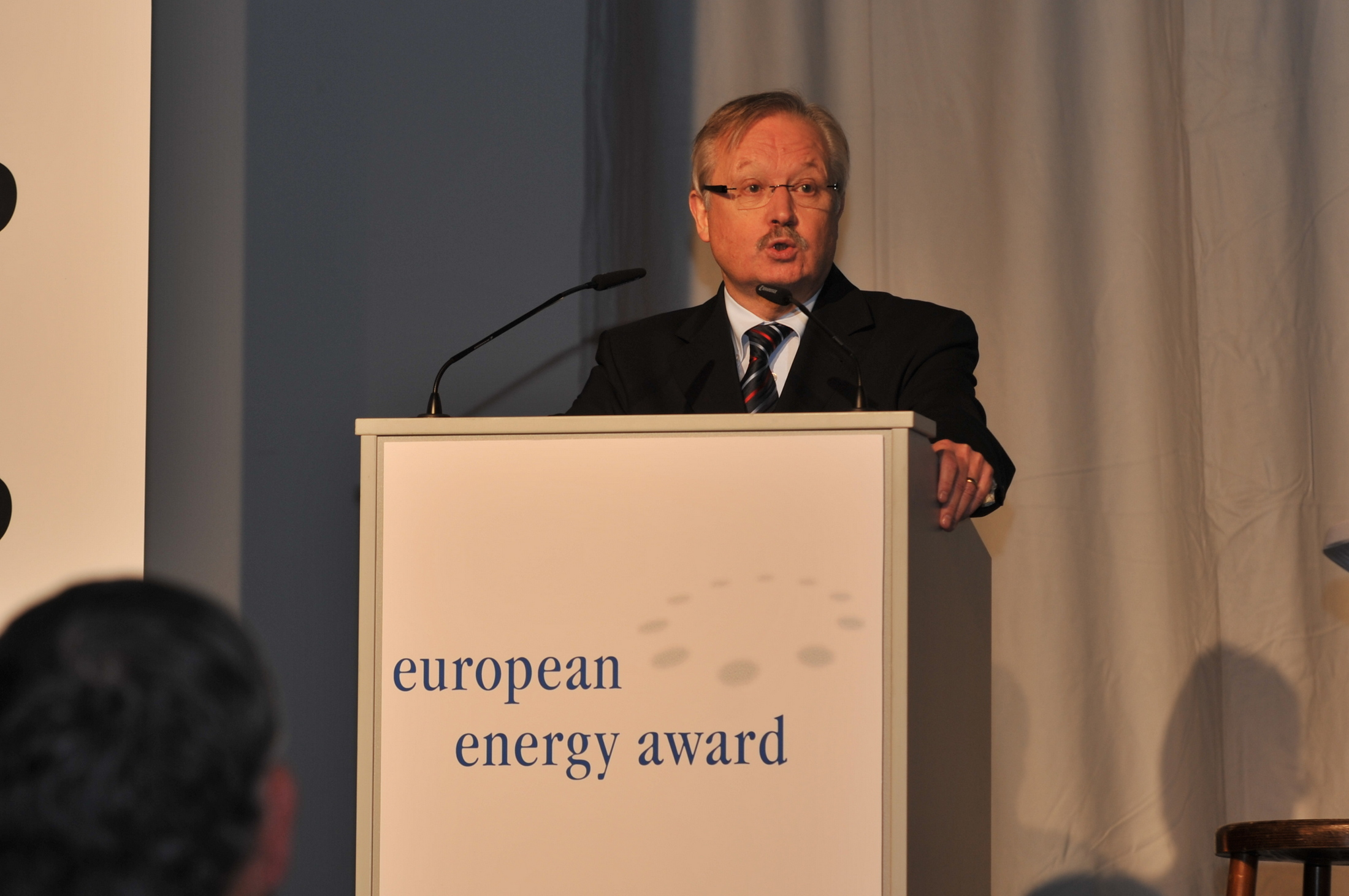
Klaus Wehling, 2012

Klaus Heinrich Wehling (* 30. Mai 1947 in Oberhausen) ist ein deutscher Kommunalpolitiker (SPD). Er war bis zum 20. Oktober 2015 Oberbürgermeister der Stadt Oberhausen in Nordrhein-Westfalen.

## Leben
Wehling wurde am 30. Mai 1947 in Oberhausen geboren.
Nach dem Besuch der Falkenstein-Volksschule von 1953 bis 1957 wechselte er auf die Anne-Frank-Realschule. Nach der Mittleren Reife, die er im 1963 erreichte, fing Wehling eine Ausbildung zum Bankkaufmann bei der Stadtsparkasse Oberhausen an. Danach besuchte er von 1966 bis 1970 das Abendgymnasium in Duisburg und arbeitete als Angestellter der Organisationsabteilung der Stadtsparkasse weiter. Ab 1970 studierte Wehling an der Ruhr-Universität Bochum Wirtschafts- und Sozialwissenschaften für das Lehramt an berufsbildenden Schulen. Das Studium schloss er 1974 mit dem ersten Staatsexamen ab. Danach war Wehling als Studienreferendar an den Kaufmännischen Schulen der Stadt Mülheim an der Ruhr tätig. Im Jahr 1976 legte er sein zweites Staatsexamen ab. 1980 wurde Wehling Oberstudienrat und war von 1997 bis 2004 als Studiendirektor tätig. Nach seiner Wahl zum Oberbürgermeister der Stadt Oberhausen ruhte seine Tätigkeit am Berufskolleg Lehnerstraße.
Wehling ist verheiratet und hat zwei erwachsene Söhne sowie zwei Enkel.

## Politik
Angeregt von der Reformpolitik Willy Brandts trat Wehling 1972 der SPD bei. Seit 1979 gehörte er dem Rat der Stadt Oberhausen an, in dem er zehn Jahre lang Vorsitzender des Jugend- und Sozialausschusses war. Von 1994 bis 1998 war er Vorsteher der Bezirksvertretung Alt-Oberhausen. Von 1998 bis 2004 war Wehling erster Bürgermeister und Stellvertreter von Oberbürgermeister Burkhard Drescher. In dieser Funktion löste er Wolfgang Grotthaus ab. Bei der Kommunalwahl am 26. September 2004 wurde Wehling zum Oberbürgermeister gewählt und folgte damit Drescher nach, der zur Ruhrkohle AG wechselte.
Als Oberbürgermeister sah sich Wehling mit dem Strukturwandel der ehemals von der Kohleförderung und Stahlproduktion geprägten Stadt Oberhausen konfrontiert. Besondere Schwerpunkte setzt Wehling auf den Feldern der Wirtschafts- und Familienpolitik. Als Aufsichtsratsvorsitzender der ruhrgebietsweiten  Wirtschaftsförderung metropoleruhr GmbH sowie als Vorsitzender des Wirtschaftsausschusses beim Regionalverband Ruhr trieb er unter anderem die Kooperation zur städteübergreifenden Vermarktung von Gewerbeflächen voran.
Im Mai 2005 geriet er in die Kritik, weil er wochenlang das Scheitern der Finanzierung des Großprojektes „O.Vision“ verschwiegen hatte. Der „Zukunftspark O.Vision“ sollte der Stadt 10.000 Arbeitsplätze bringen. Am 26. April 2005 hatte NRW-Innenminister Fritz Behrens (SPD) der Stadt untersagt, für den geplanten städtischen Anteil an der Finanzierung des Parks in Höhe von 25 Millionen Euro Einnahmen aus Verkäufen von RWE-Aktien einzusetzen; die Stadt solle damit zunächst ihre Schulden abbauen. Wehling teilte dies dem Haupt- und Finanzausschuss der Stadt erst am 23. Mai 2005, dem Tag nach der Landtagswahl in Nordrhein-Westfalen, mit.
Für die Kommunalwahl am 30. August 2009 wurde Wehling von seiner Partei mit 98,1 % erneut als Oberbürgermeisterkandidat nominiert. Während die SPD in dieser erstmals seit 45 Jahren die absolute Mehrheit im Stadtrat verfehlte, wurde Wehling in der Direktwahl mit 47,4 % bestätigt. Wehling ging nach Ablauf seiner Amtszeit in den Ruhestand.